# Une histoire du journal Tintin
Une histoire du journal Tintin ist eine von Lombard herausgegebene belgische Albenreihe. 
Zwischen 1964 und 1970 kamen insgesamt 36 Titel der wichtigsten Serien aus dem Comicmagazin Tintin zum Abdruck. Zeitgleich gab es auch eine flämische Ausgabe. Für den französischen Markt war Dargaud zuständig.

## Serien
- Tounga (1964–1969)
- Rataplan (1965–1970)
- Clifton (1965)
- Le Chevalier blanc (1965)
- Les Franval (1966)
- Capitan (1966–1968)
- Howard Flynn (1966–1969)
- Les 3 A (1966–1970)
- Spaghetti (1967–1970)
- Oumpah-Pah (1967)
- Harald le Viking (1967–1968)
- Strapontin (1967)
- Line (1968)
- Flamme d’Argent (1968)
- L’Indésirable Désiré (1969–1970)
- Wapi (1969)
- Taka Takata (1969)